# Чжен Шуїнь
Чжен Шуїнь (кит.: 郑姝音, нар. 1 травня 1994) — китайська тхеквондистка, олімпійська чемпіонка 2016 року.

## Виступи на Олімпіадах
| Олімпіада           | Дисципліна  | Місце |
| ------------------- | ----------- | ----- |
| Ріо-де-Жанейро 2016 | понад 67 кг | 1     |

## Зовнішні посилання
- Чжен Шуїнь — олімпійська статистика на сайті Sports-Reference.com (англ.) (архівна версія)